# Internationale Geographische Union
Die Internationale Geographische Union (englisch International Geographical Union; französisch Union géographique internationale), kurz IGU, ist eine internationale wissenschaftliche Organisation zur Förderung geographischer Forschung und der weltweite Dachverband für die beteiligten nationalen geographischen Gesellschaften. Sie ist Mitglied des Internationalen Wissenschaftsrats (ICSU) sowie des Internationalen Rats für Sozialwissenschaften (ISSC).

## Geschichte
Internationale geographische Kongresse wurden bereits seit 1871 regelmäßig abgehalten, die IGU selbst wurde 1922 in Brüssel gegründet und im folgenden Jahr Mitglied der Vorgängerorganisation des internationalen Wissenschaftsrates. Die erste Regionalkonferenz der IGU fand 1955 statt. Ab 1964 erfolgte eine enge Zusammenarbeit mit der Internationalen Kartographischen Vereinigung. Deren Bekanntmachungen erschienen im Publikationsorgan der IGU, dem IGU Bulletin, zudem wurden die wissenschaftlichen Kongresse beider Vereinigungen am gleichen Ort abgehalten. Anfang der 1980er-Jahre wurde die Zusammenarbeit in diesen Aspekten wieder gelöst. Das Archiv der Organisation befand sich zunächst in London, ab 2002 in der Villa Celimontana in Rom. Inzwischen ist es im Leibniz-Institut für Länderkunde in Leipzig zu finden.

### Internationale geographische Kongresse
| - 1871: Antwerpen - 1875: Paris - 1881: Venedig - 1889: Paris - 1891: Bern - 1895: London - 1899: Berlin - 1904: Vereinigte Staaten - 1908: Genf - 1913: Rom | - 1925: Kairo - 1928: Cambridge - 1931: Paris - 1934: Warschau - 1938: Amsterdam - 1949: Lissabon - 1952: Washington, D.C. - 1956: Rio de Janeiro - 1960: Stockholm - 1964: London | - 1968: Neu-Delhi - 1972: Montréal - 1976: Moskau - 1980: Tokio - 1984: Paris - 1988: Sydney - 1992: Washington, D.C. - 1996: Den Haag - 2000: Seoul - 2004: Glasgow | - 2008: Tunis - 2012: Köln - 2016: Peking - 2021: Istanbul - 2022: Paris - 2024: Dublin - 2028: Melbourne |

## Aufgabenbereiche
Die selbsterklärten Zielsetzungen der IGU sind:
1. die Untersuchung geographischer Probleme zu fördern;
2. geographische Forschung, die internationale Kooperation erfordert, zu initiieren und koordinieren, sowie die wissenschaftliche Auseinandersetzung mit derselben und ihre Veröffentlichung zu fördern;
3. die Teilnahme von Geographen an der Arbeit wichtiger internationaler Organisationen zu gewährleisten;
4. die Sammlung und Verbreitung geographischer Daten sowie Unterlagen innerhalb der Mitgliedsländer und zwischen ihnen zu erleichtern;
5. internationale Geographenkongresse sowie Regionalkonferenzen und Fachsymposien, die in Verbindung mit den Zielsetzungen der IGU stehen, zu fördern;
6. sich an jeder anderen geeigneten Form internationaler Kooperation zu beteiligen, die zur Zielsetzung hat, Erforschung und Anwendung der Geographie voranzutreiben;
7. die internationale Vereinheitlichung oder Vereinbarkeit von Methoden, Bezeichnungen und Symbolen zu fördern, die in der Geographie verwendet werden.[6]

## Struktur
Das zentrale Gremium der IGU ist die Hauptversammlung, bestehend aus den Delegierten der Mitgliederländer, die alle vier Jahre anlässlich der internationalen geographischen Kongresse zusammentrifft. Diejenigen der etwa 100 Mitgliedsländer, deren Komitees durch wissenschaftliche Gesellschaften gebildet werden, sind Vollmitglieder und haben Wahlrecht für die Ämter der IGU. Länder, in denen keine geeignete wissenschaftliche Gesellschaft besteht, können als assoziierte Mitglieder an den Hauptversammlungen teilnehmen, haben allerdings kein Stimmrecht bei administrativen Angelegenheiten.
Das Exekutivkomitee besteht aus dem Präsidenten, dem Generalsekretär und Schatzmeister, sowie neun Vizepräsidenten (acht als solche gewählte, unter ihnen der direkte Stellvertreter des Präsidenten, sowie der Präsident der vorangegangenen Legislaturperiode). Sie werden jeweils für vier Jahre gewählt, wobei der Präsident nicht wiedergewählt werden kann, der Generalsekretär sowie die Vizepräsidenten je einmal.
Einzelne Themenfelder werden in kleineren Arbeitsgruppen erarbeitet, vor allem in den Kommissionen, die jeweils konkrete Fachgebiete abdecken. Für die Koordination spezieller internationaler Projekte wie die Internationale Geographie-Olympiade gibt es zudem seit 1998 das Instrument der Task-Force.

### Liste der Präsidenten
| - 1922–1924: Prinz Roland Bonaparte - 1924–1928: General Nicola Vacchelli - 1928–1931: General Robert Bourgeois - 1931–1934: Isaiah Bowman - 1934–1938: Sir Charles Close - 1938–1949: Emmanuel de Martonne - 1949–1952: George Cressey - 1952–1956: Laurence Dudley Stamp - 1956–1960: Hans Wilhelmsson Ahlmann | - 1960–1964: Carl Troll - 1964–1968: Shiba Chatterjee - 1968–1972: Stanisław Leszczycki - 1972–1976: Jean Dresch - 1976–1980: Michael J. Wise - 1980–1984: Akin Mabogunje - 1984–1988: Peter Scott - 1988–1992: Roland J. Fuchs - 1992–1996: Herman Verstappen | - 1996–2000: Bruno Messerli - 2000–2004: Anne Buttimer - 2004–2006: Adalberto Vallega - 2006–2008: José Palacio-Prieto (kommissarisch) - 2008–2012: Ron Abler - 2012–2016: Wladimir Kolossow - 2016–2020: Yukio Himiyama - 2020–2024: Michael Meadows - 2024–0000: Nathalie Lemarchand |

### Liste der Generalsekretäre
| - 1922–1928: Sir Charles Close - 1928–1931: Filippo de Filippi - 1931–1938: Emmanuel de Martonne - 1938–1949: Paul Michotte und Marguerite-Alice Lefèvre - 1949–1956: George H. T. Kimble | - 1956–1968: Hans Boesch - 1968–1976: Chauncy Harris - 1976–1984: Walther Manshard - 1984–1992: Leszek Kosiński - 1992–2000: Eckart Ehlers | - 2000–2008: Ron Abler - 2008–2010: Yu Woo-ik - 2010–2018: Michael Meadows - 2018–2021: Ram Babu Singh - 2021–0000: Barbaros Gönençgil (kommissarisch) |

## Lauréat d'Honneur
Mit einem Ehrenpreis (Lauréat d'Honneur) zeichnet die IGU Personen aus, die entweder eine Ausnahmestellung in der Fachwelt erlangt oder besondere Leistungen für die IGU oder die internationale geographische Forschung erbracht haben.
Preisträger:
- 1976: Chauncy Harris, Innokenti P. Gerassimow
- 1980: Jean Dresch, Shinzō Kiuchi
- 1984: Torsten Hägerstrand, Michael J. Wise
- 1988: Jacqueline Beaujeu-Garnier, Stanisław Leszczycki, Oskar Spate, Gilbert F. White
- 1992: Peter Haggett, Andrzej Samuel Kostrowicki, Akin Mabogunje, Walther Manshard
- 1996: Harold Brookfield, Huang Bin-Wie, Yola Verhasselt
- 2000: Leslie Curry, Yi-Fu Tuan, Masatoshi Yoshino
- 2004: Paul Claval, María Teresa Gutiérrez de MacGregor, Robert W. Kates, Mohammad Shafi, H. Jesse Walker, Alan G. Wilson
- 2008: Mohammad Abul-Ezz, György Enyedi, Hartwig Haubrich, Leszek Kosiński, Wladimir Kotljakow, Herman Verstappen
- 2012: Larry S. Bourne, Mohammad S. I. Makki, Janice J. Monk, Hiroshi Tanabe
- 2013: Ton Dietz
- 2016: Ian Burton, María Dolors García Ramón, Benno Werlen
- 2018: Ron Abler, Richard Le Heron, Robyn Longhurst, Atsuyuki Okabe
- 2020: Joos Droogleever-Fortuijn, Yoshitaka Ishikawa
- 2021: Eckart Ehlers, Helen Kerfoot
- 2022: Kathryn Berg, Alan A. Lew, Yūji Murayama, Qin Dahe
- 2024: Shigeko Haruyama, Iain Hay, Aharon Kellerman